# 李鼎
李鼎（？—1612年），字长卿，新建人，明朝政治人物。

## 生平
出身新建禹江官宦世家，其父李遜曾任學政。万历十六年（1588年）順天府鄉試舉人。曾在邊疆和沿海一帶做过小官，但未受到重用。自幼天资聪颖，精通《春秋》和诗学，下筆力就，“簡而確，質而古奧”。萬曆三十六年臥病西山敝廬。晚年信奉淨明道，常有尋仙的念頭。約卒於萬曆四十年（1612年）。弟子倪啟祚、章萬椿二人為其整理作品。著有《经诂》、《李长卿集》等。李维楨撰《李長卿集》序。